# Maternidad Sardá

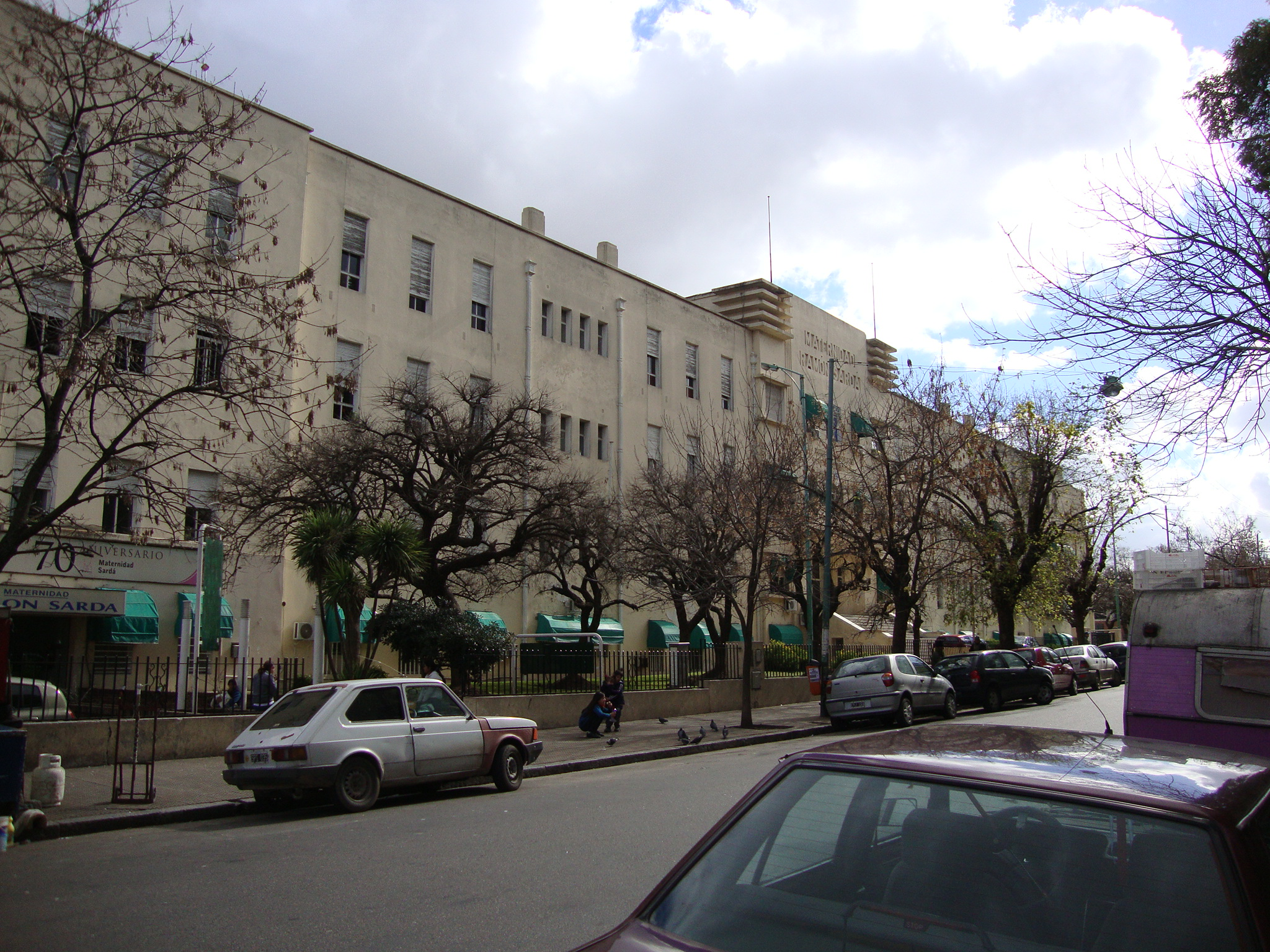
Fachada de la Maternidad Sardá

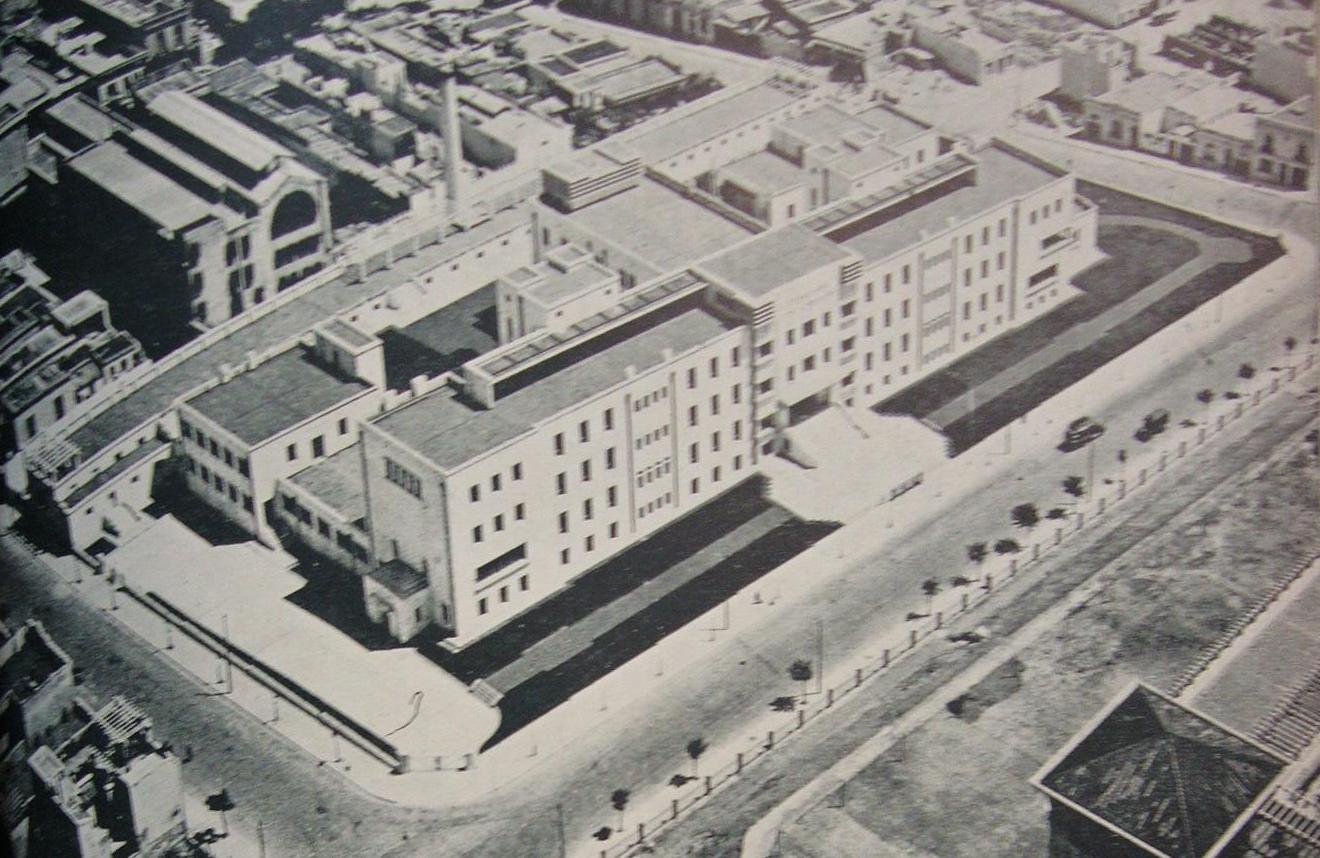
Vista aérea de la Maternidad Sardá, en 1935

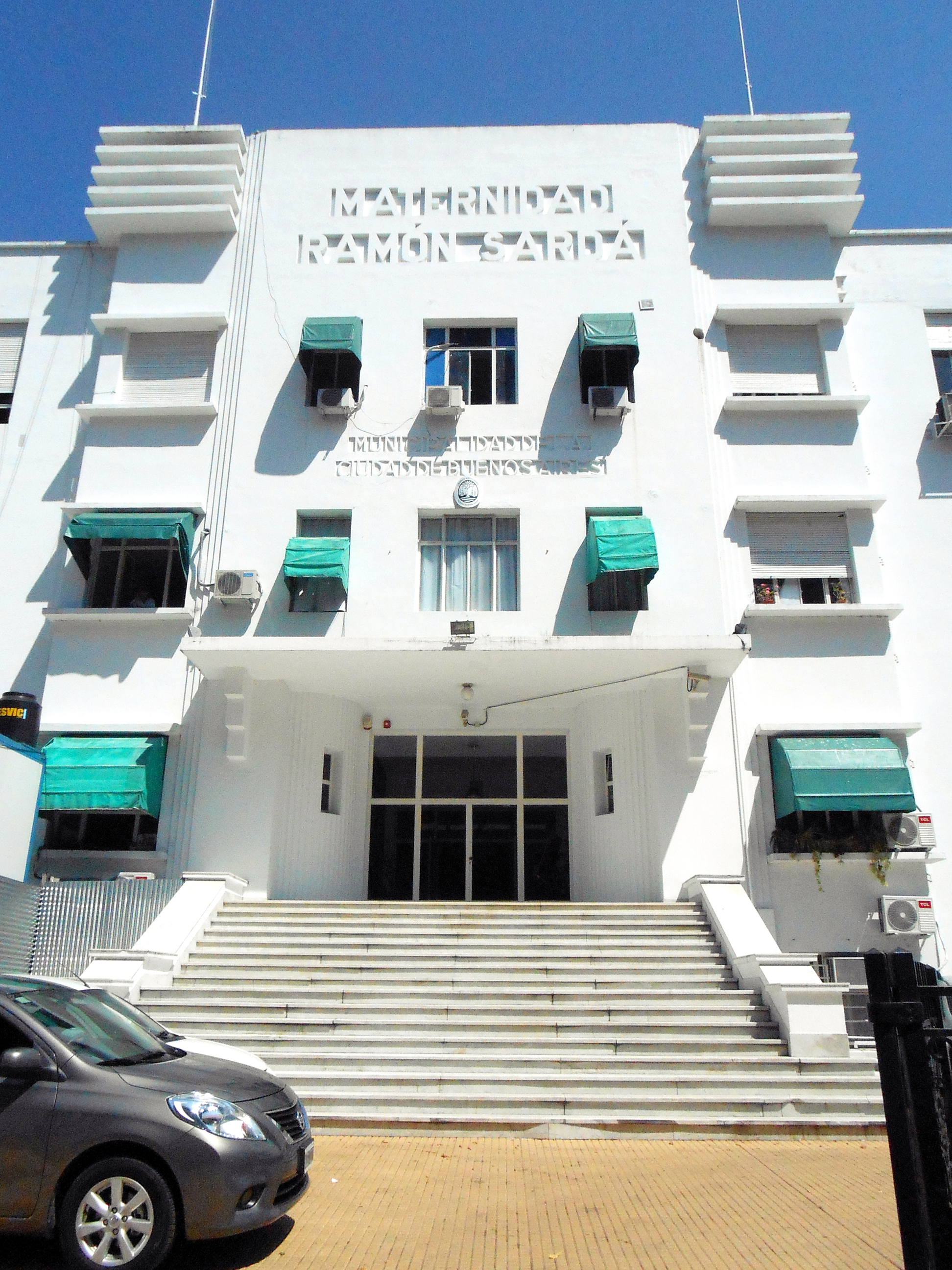
Entrada principal

El hospital materno infantil “Ramón Sardá” (conocido sencillamente como maternidad Sardá) es un hospital público que depende del Gobierno de la ciudad de Buenos Aires.
Su dirección es Esteban de Luca 2151, en el barrio de Parque Patricios. El edificio fue proyectado por los arquitectos Miguel Madero y E. Fontecha, e inaugurado en 1934. Fue construido por la compañía Siemens-Baunnion .Se trata de un diseño racionalista de aspecto sobrio e imponente, y de grandes dimensiones. Ocupa un terreno trapezoidal de más de 10.500 m², y se encuentra junto al Instituto Bernasconi. Durante el Proceso de Reorganización Nacional la maternidad fue utilizada para el robo y apropiación de niños de mujeres que posteriormente serían desaparecidas-
La maternidad está organizada en un cuerpo central, por el cual se accede mediante una gran escalinata, y dos pabellones laterales dispuestos perpendicularmente, antravesándolo. Este conjunto tiene una altura homogénea de planta baja y tres pisos altos, pero el acceso está jerarquizado con un remate donde se lee el nombre del establecimiento. Hacia los extremos del terreno, hay pabellones anexos de menor altura adonde funcionan distintas dependencias y un jardín de infantes que lleva el nombre de la señora Marull.
Desde 2014 se denuncia la muerte de recién nacidos dentro de la maternidad. Elsa Andina, a cargo del hospital, declaró en una causa por mala praxis y confesó que "después de las 14 horas" no hay "médicos de piso" y que realizó el reclamo pertinente a las autoridades de la ciudad "reiteradas veces". Años después también se denunciaría el mal estado edilicio de la maternidad y la falta de recursos.
A fines de 2015 el gobierno de la ciudad demolió la unidad de terapia intensiva de adultos que tenía capacidad para siete camas, trasladando el servicio a la antesala del quirófano con sólo dos camas disponibles, además  ese año el hospital perdió una sala de internación de 12 camas, otras cuatro camas de la unidad de observaciones el área de recuperación anestésica. El abandono de una obra de remodelación dejó inoperativos a varios servicios fundamentales.

## Datos
- En la maternidad Sardá nació el famoso cantante popular Sandro, en 1945.
- En la maternidad Sardá nació la activista social Mónica Carranza, fundadora del mítico comedor comunitario Los Carasucias, en 1946